# Zoltán Varga (joueur d'échecs)
Pour les articles homonymes, voir Zoltán Varga.
Zoltán Varga est un joueur d'échecs hongrois né le 12 juillet 1970.
Au 1er février 2021, il est le 47e joueur hongrois avec un classement Elo de 2 432 points.

## Biographie et carrière
Grand maître international en 1995, Zoltán Varga remporta le championnat de Hongrie d'échecs en 1996 à Budapest.
Ruck a participé à deux olympiades d'échecs (en 1998 et 2002) et à deux championnats d'Europe des nations (1992 et 2003), remportant la médaille d'argent individuelle lors du championnat d'Europe des nations de 2003 (il avait marqué 4,5 points sur 6 au troisième échiquier de la Hongrie).
Avec la Hongrie, il remporta la Mitropa Cup en 1993, 1995 et 1999, ainsi que deux médailles d'or individuelles (en 1993 et 1995).
Lors du Championnat du monde d'échecs par équipes 2001, la Hongrie finit cinquième et Zoltán Varga marqua 2,5 points sur 5.
Il remporta :
- l'open du festival de Dortmund en 2001 ;
- le tournoi de Miskolc[3] en 2004 ;
- le tournoi de Noël de Zurich en 2005[4].